# Heipertz (Solingen)
Heipertz ist eine Hofschaft im Stadtteil Aufderhöhe der bergischen Großstadt Solingen. 

## Lage und Beschreibung
Der Ort liegt nördlich der Höhscheider Straße und westlich der Friedenstraße neben der nordwestlich angrenzenden Hofschaft Riefnacken, die von Heipertz durch Wald- und Wiesenflächen abgetrennt ist. Die noch vorhandenen historischen Fachwerkhäuser des bergischen Stils sind zum Hermann-Hesse-Weg und teils zum Wilhelm-Busch-Weg nummeriert. Sie sind heute von Einfamilienhäusern neueren Datums umgeben. Jenseits der Friedenstraße befindet sich das Gewerbegebiet An den Eichen mit einigen großen Supermärkten zur Friedenstraße hin. Nördlich liegt die ehemalige Siedlung der Ohligser Wohnungsbaugenossenschaft (OWB) am Junkernhäuschen. 
Benachbarte Orte sind bzw. waren (von Nord nach West): Obenmankhaus, Junkernhäuschen, Schorberg, Straßen, Greuel, Jammertal, Steinendorf, Neu-Löhdorf, Siebels, Wiefeldick, Aufderbech, Riefnacken und Hülsen.

## Etymologie
Brangs vermutet, die Ortsbezeichnung Heipertz sei eine Genitivform und es sei ein Bezugswort zu ergänzen wie Hof, Haus oder Feld. Heipert wiederum sei ein Familienname. Eine Abwandlung taucht im Ortsnamen Klein-Heipertz auf.

## Geschichte
Heipertz gehört zu den Höfen, die bereits vor dem Jahr 1500 vorhanden waren. Die erste urkundliche Erwähnung ist auf das Jahr 1487 datiert. Im Jahre 1715 ist der Ort in der Karte Topographia Ducatus Montani, Blatt Amt Solingen, von Erich Philipp Ploennies mit einer Hofstelle verzeichnet und als Hinpertz benannt. Der Ort gehörte zur Honschaft Barl innerhalb des Amtes Solingen. Die Topographische Aufnahme der Rheinlande von 1824 und die Preußische Uraufnahme von 1844 verzeichnen den Ort als Heiperz, wobei ihn beide Karten als zusammengewachsenen Ort mit dem nördlich gelegenen Riefnacken verzeichnen. In der Topographischen Karte des Regierungsbezirks Düsseldorf von 1871 ist der Ort erneut als Heiperz verzeichnet.
Nach Gründung der Mairien und späteren Bürgermeistereien Anfang des 19. Jahrhunderts gehörte Heipertz zur Bürgermeisterei Merscheid, die 1856 zur Stadt erhoben und im Jahre 1891 in Ohligs umbenannt wurde. 
1815/16 lebten 41, im Jahr 1830 48 Menschen im als Weiler bezeichneten Wohnplatz Heiperz. 1832 war der Ort weiterhin Teil der Honschaft Barl innerhalb der Bürgermeisterei Merscheid, dort lag er in der Flur IV. Bavert. Der nach der Statistik und Topographie des Regierungsbezirks Düsseldorf als Hofstadt kategorisierte Ort besaß zu dieser Zeit ein öffentliches Gebäude, acht Wohnhäuser und neun landwirtschaftliche Gebäude mit 56 Einwohnern, davon zehn katholischen und 46 evangelischen Bekenntnisses. Die Gemeinde- und Gutbezirksstatistik der Rheinprovinz führt den Ort 1871 mit 14 Wohnhäusern und 100 Einwohnern auf. Im Gemeindelexikon für die Provinz Rheinland von 1888 werden 14 Wohnhäuser mit 83 Einwohnern angegeben. 1895 besitzt der Ortsteil 13 Wohnhäuser mit 71 Einwohnern.
 

Mit der Städtevereinigung zu Groß-Solingen im Jahre 1929 wurde Heipertz ein Ortsteil Solingens. Wie amtliche Karten der Stadt Solingen aus der Zeit nach der Städtevereinigung beweisen, sollte das bislang nur durch einige Hofschaften dünn besiedelte Gebiet rund um Heipertz und Riefnacken durch neu angelegte Straßen sukzessive erschlossen und bebaut werden. Im amtlichen Stadtplan von 1929 sind die projektierten Straßen bereits eingezeichnet und benannt. Von den Planungen wurde jedoch zunächst nur die Alemannenstraße als Verbindung zur heutigen Friedenstraße realisiert sowie nördlich von Heipertz die Teutonenstraße als Abzweigung von der Uferstraße. Die Teutonenstraße sollte später durch die Hofschaft Heipertz verlängert werden und bis zur Höhscheider Straße führen. Dazu kam es jedoch nicht, die durch Heipertz führende Straße wurde in den 1970er Jahren zum Hermann-Hesse-Weg und der Wilhelm-Busch-Weg wurde als Stichstraße angelegt, die Teutonenstraße blieb eine Sackgasse. Die Ortsbezeichnung Heipertz ist bis heute im Solinger Stadtplan verzeichnet. Von den verbliebenen historischen Fachwerkhäusern in Heipertz stehen seit 1984/1986 die Gebäude Hermann-Hesse-Weg 14 und 15 sowie das Doppelhaus 18/20, das oben abgebildet ist, unter Denkmalschutz.

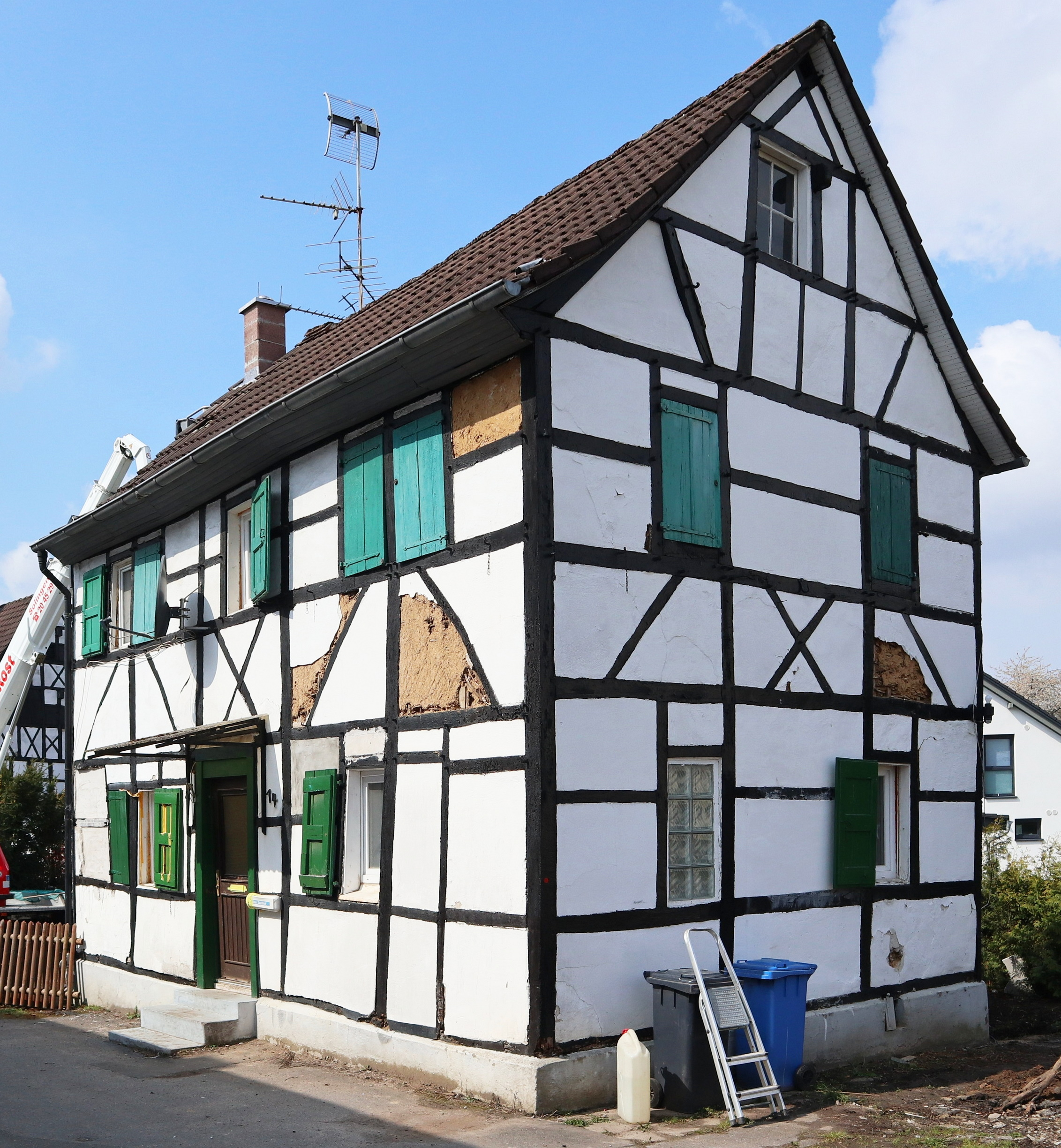
Hermann-Hesse-Weg 14
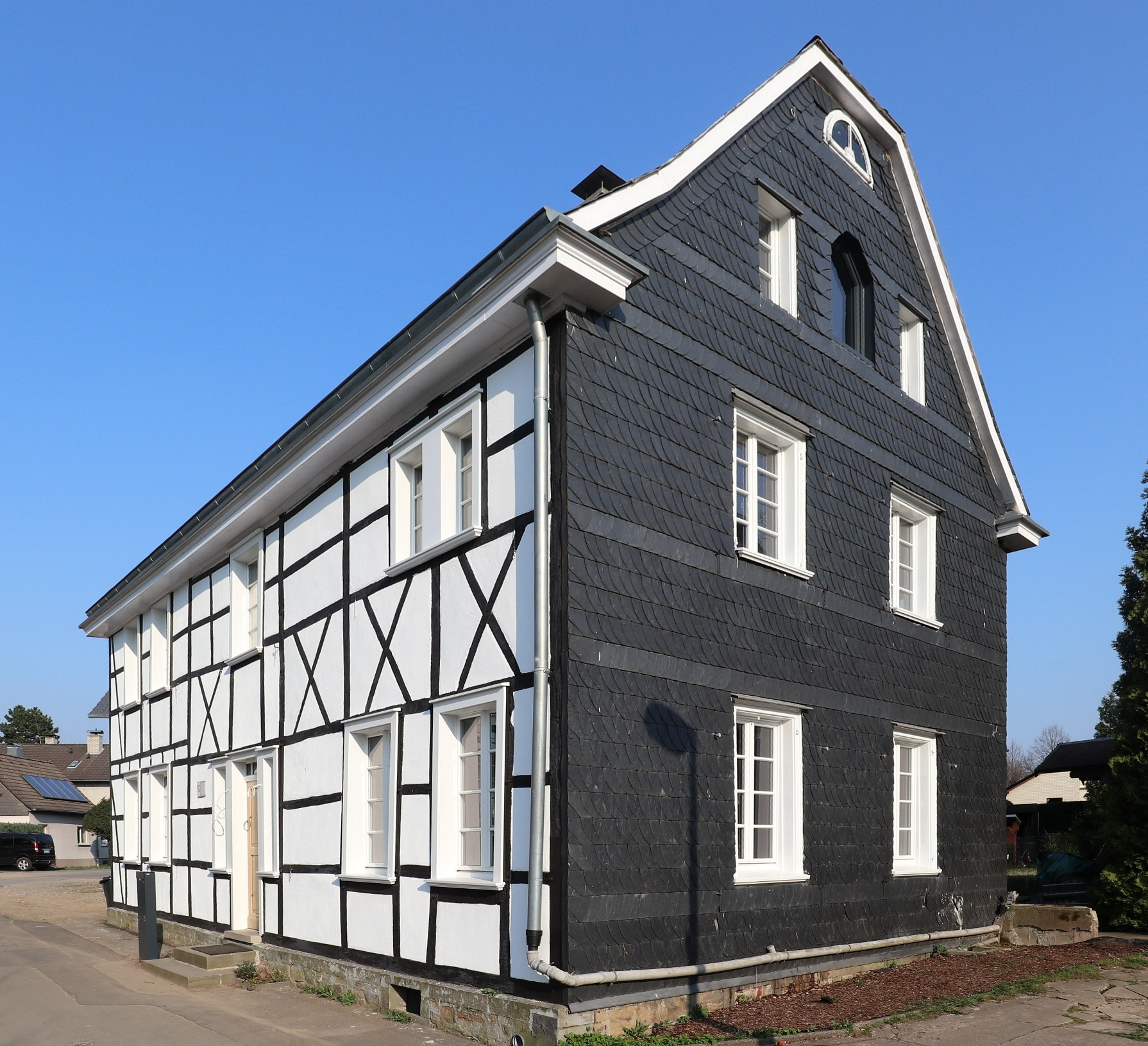
Hermann-Hesse-Weg 15